# Pronolagus saundersiae
Pronolagus saundersiae — вид зайцеподібних ссавців родини зайцевих (Leporidae).

## Таксономія
Вважався підвидом Pronolagus rupestris, поки у 2005 році, ґрунтуючись на формологічних та генетичних відмінностях, науковці не виокремили його у власний рід.

## Поширення
Pronolagus saundersiae поширений в ПАР, Есватіні та Лесото.